# Vitória (Espírito Santo)
Vitória é um município brasileiro, capital do estado do Espírito Santo, na Região Sudeste do país. É uma das três capitais do país cujo centro administrativo e a maior parte do município estão localizados em uma ilha, no caso, a Ilha de Vitória (as outras ilhas-capitais são Florianópolis, em Santa Catarina, e São Luís, no Maranhão). Situada a 20º19'09' de latitude sul e 40°20'50' de longitude oeste, Vitória se limita ao norte com o município da Serra, ao sul com Vila Velha, a leste com o oceano Atlântico e a oeste com Cariacica.
Com uma população de cerca de 340 mil habitantes, segundo estimativas de 2024 do Instituto Brasileiro de Geografia e Estatística (IBGE), a cidade é a quarta mais populosa do estado (atrás dos municípios limítrofes de sua região metropolitana: Vila Velha, Serra e Cariacica) e integra uma metrópole denominada Grande Vitória, com cerca de 2 milhões de habitantes. Vitória é cercada pela Baía de Vitória e é uma ilha de tipo fluviomarinho, mas outras 34 ilhas e uma porção continental também fazem parte do município, perfazendo 97 km². Da área total, 46 km² estão em perímetro urbano. Originalmente eram 50 ilhas, muitas das quais foram agregadas por meio de aterro à ilha maior.
A cidade tem o quinto maior Índice de Desenvolvimento Humano (IDH) entre todos os municípios brasileiros. Em 2015, foi considerada a segunda melhor cidade para se viver no Brasil pela Organização das Nações Unidas (ONU). Em uma pesquisa de 2017, Vitória foi classificada como a terceira melhor capital brasileira para se viver.
A capital capixaba também foi eleita a cidade com o melhor capital humano do Brasil, segundo a revista Exame. Segundo estudo do Instituto de Longevidade Mongeral Aegon feito em 2017, a cidade é a nona melhor cidade para se envelhecer no país. Além disso, Vitória tem o melhor índice de bem-estar urbano entre as capitais brasileiras e possui sete entre os 20 melhores bairros de todo país por IDH-M.

## História

### Primeiros povos

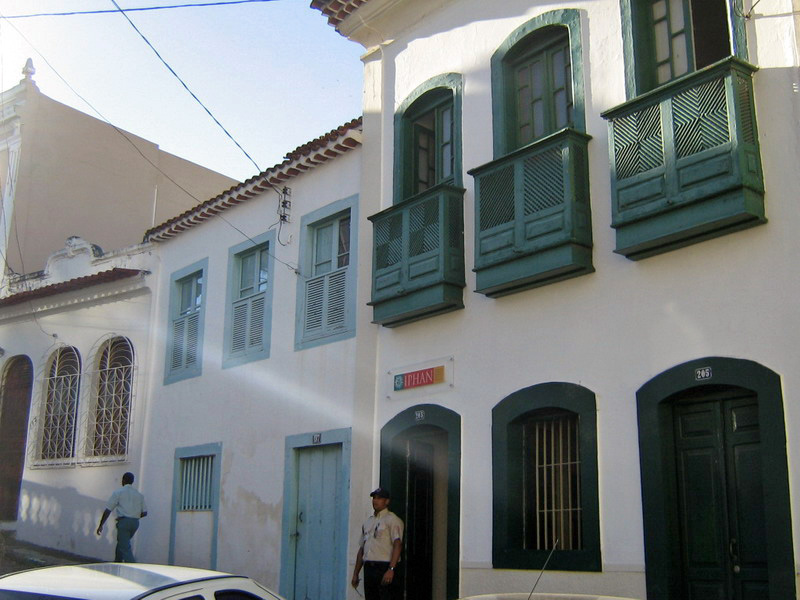
Centro histórico.

No século XVI, quando os primeiros exploradores portugueses chegaram à região da atual Vitória, a mesma era disputada por três grupos indígenas diferentes: os goitacás (procedentes do sul), os aimorés (procedentes do interior) e os tupiniquins (procedentes do norte). O donatário português da capitania do Espírito Santo, Vasco Fernandes Coutinho, fundou, em 1535, a atual cidade de Vila Velha, cujo nome na época era Vila do Espírito Santo, que passou a ser a capital da capitania.
Devido aos constantes ataques indígenas, franceses e holandeses à cidade fundada por Coutinho, os portugueses decidiram transferir a capital da capitania para a Ilha de Santo Antônio, na Baía de Vitória. A ilha era chamada pelos índios de Ilha de Guanaani. Em 8 de setembro de 1551, após uma vitória portuguesa contra os goitacás e aimorés, a cidade foi renomeada como Vila da Vitória, nome posteriormente alterado para Vitória em 17 de março de 1823.

### Consolidação

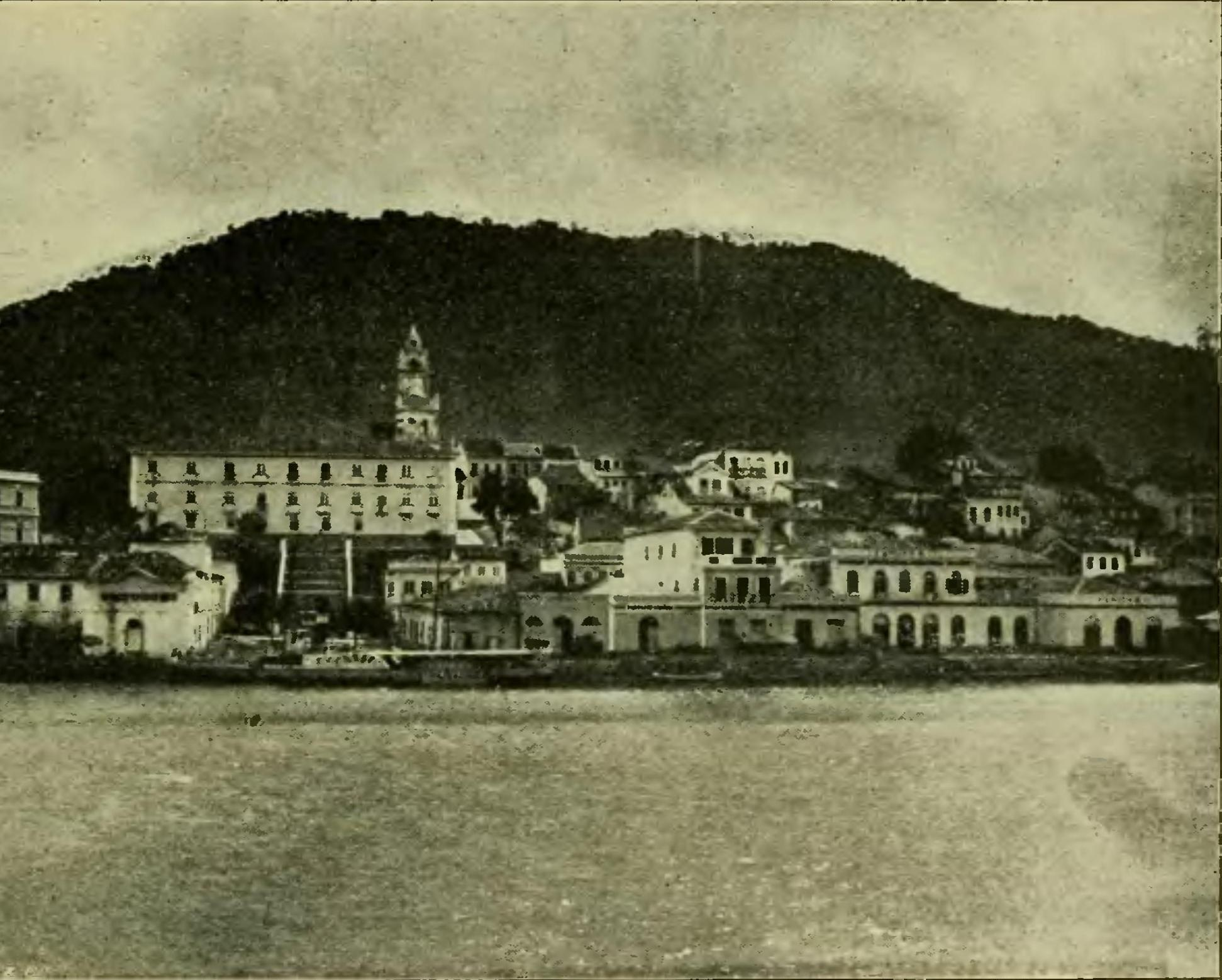
Vista da cidade de Vitória (c. 1903)

Até o século XIX, os limites da capital capixaba eram o atual Forte de São João, onde atualmente está localizado o Clube de Regatas Saldanha da Gama, próximo ao Centro da cidade, e o morro onde funciona o atual hospital da Santa Casa de Misericórdia, no bairro Vila Rubim. A cidade foi sendo construída nas partes altas, o que deu origem a diversas ruas estreitas. A parte de baixo foi sujeita a ataques e, devido a isso, foram construídos vários fortes na beira do mar.

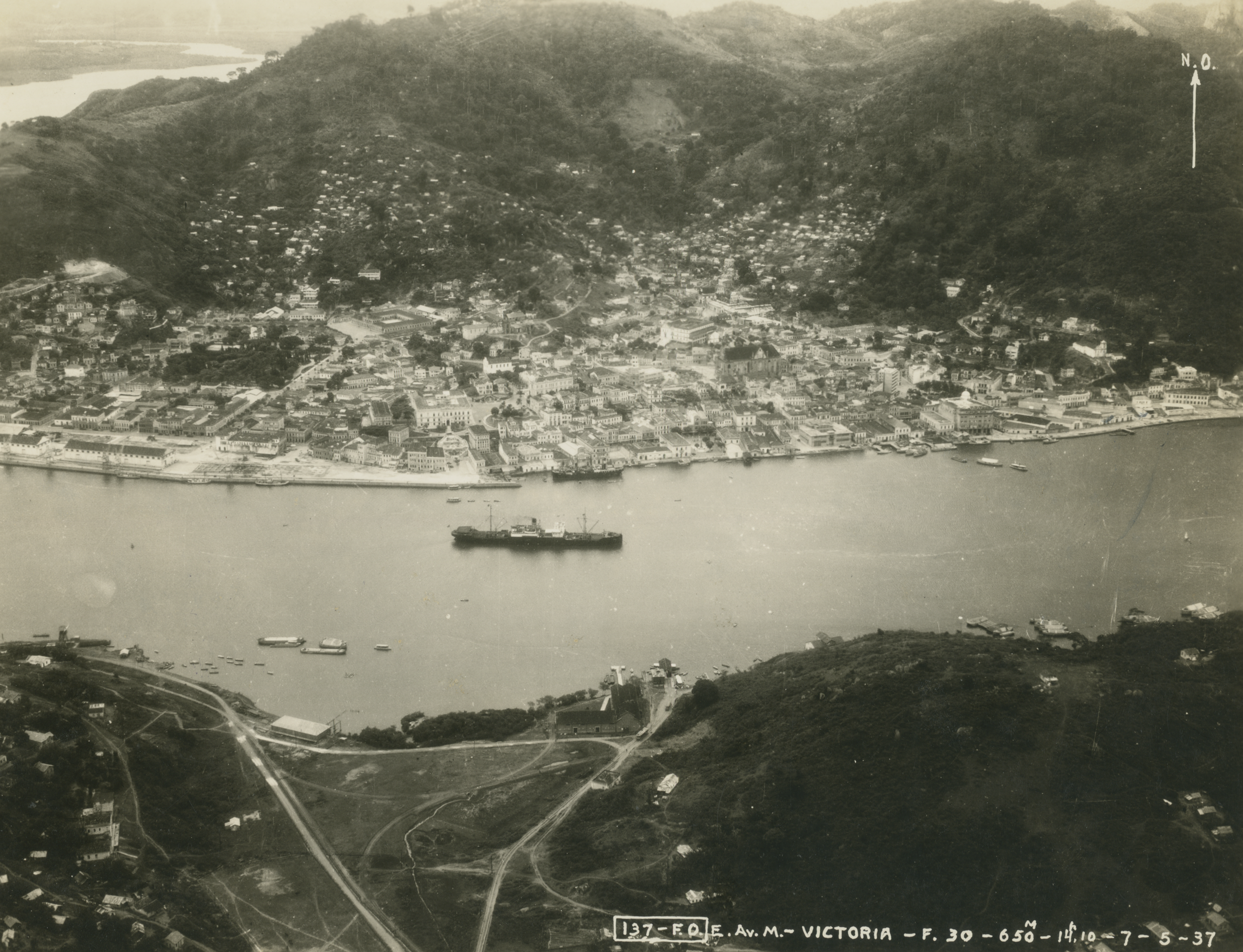
Vitória em 1937. Arquivo Nacional.

Em 24 de fevereiro de 1823 (17 de março de 1829), a vila de Vitória foi elevada a cidade, mas seu isolamento insular evitava seu desenvolvimento. A partir do ano de 1894, com o ciclo do café, iniciaram-se, na ilha, diversos aterros nas partes baixas da cidade, alterando a forma da ilha e modernizando-a. Foram construídos, após disso, diversos bairros e escadarias e foram derrubados casarões. Além disso, foi melhorado o saneamento.
Em 1941, surgiu o primeiro cais na capital e, em 1927, a ponte que ligou a ilha ao continente. O porto se desenvolveu. Em 1949, foram feitos mais aterros e foram construídas amplas avenidas. Depois dessas várias mudanças, a cidade tornou-se o maior centro do Espírito Santo. Em 1970, o Porto de Vitória se tornou um dos mais importantes do país, e a capital começou a se industrializar. A modernização da ilha gerou o desaparecimento de quase todos os vestígios da Colônia e do Império na ilha.

## Geografia

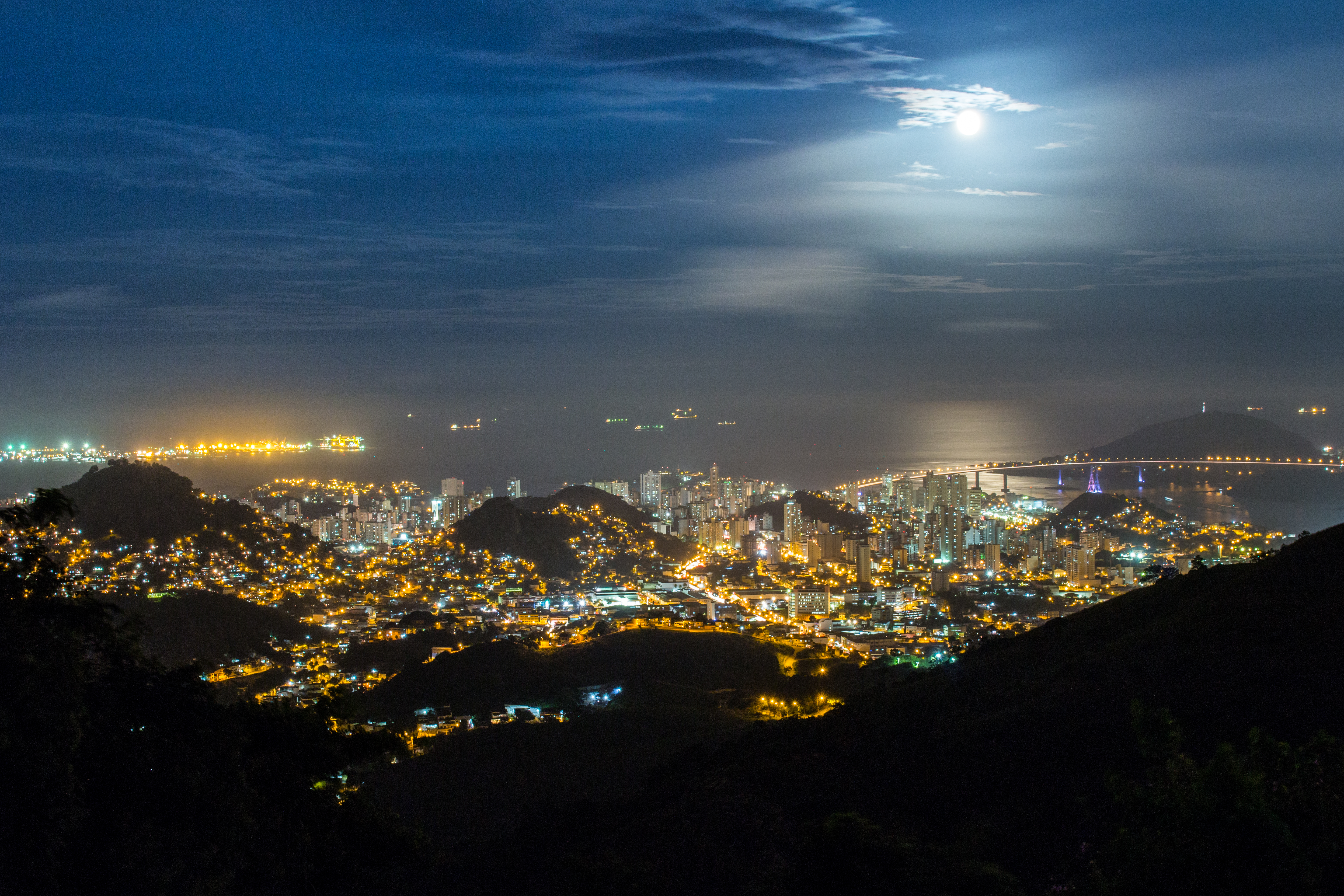
A cidade vista do Parque da Fonte Grande.

De acordo com a divisão regional vigente desde 2017, instituída pelo IBGE, o município pertence às Regiões Geográficas Intermediária e Imediata de Vitória. Até então, com a vigência das divisões em microrregiões e mesorregiões, fazia parte da microrregião de Vitória, que por sua vez estava incluída na mesorregião Central Espírito-Santense.

### Clima
O clima vitoriense é caracterizado, segundo o IBGE, como tropical quente super-úmido (tipo Aw segundo Köppen), com invernos amenos e chuvas concentradas entre a primavera e o verão, quando as temperaturas ficam elevadas. A temperatura média anual é de 25 °C, porém as temperaturas podem variar muito no inverno, podendo chegar aos 30 °C em épocas de grande seca, e 20 °C quando ocorrem tempestades. Devido à Corrente Fria das Malvinas, Vitória empata com o Rio de Janeiro como a capital brasileira com menores taxas de precipitação pluviométrica, sendo que na cidade é de aproximadamente 1 400 milímetros.
Vitória é a cidade que apresenta as menores amplitudes térmicas de todo o Espírito Santo. Segundo dados do Instituto Nacional de Meteorologia (INMET), desde 1931 a menor temperatura registrada em Vitória foi de 11,6 °C em 19 de maio de 2022, contudo o recorde absoluto ocorreu antes desse período, em 21 de julho de 1929, quando a mínima foi de 10,3 °C. A maior temperatura atingiu 39,6 °C em 25 de fevereiro de 2006., O maior acumulado de precipitação em 24 horas chegou a 212 mm em 19 de março de 1975. Outros acumulados iguais ou superiores a 150 mm foram: 198,6 mm em 18 de maio de 2019, 196,9 mm em 24 de junho de 1969, 182,2 mm em 6 de janeiro de 2004, 171,2 mm em 19 de março de 2013, 167,6 mm em 10 de janeiro de 1992 e 152,4 mm nos dias 12 de dezembro de 1977 e 9 de novembro de 2018. Desde 1961, dezembro de 2013 foi o mês de maior precipitação, com 713,9 mm acumulados.
| Dados climatológicos para Vitória                                                                                     | Dados climatológicos para Vitória | Dados climatológicos para Vitória | Dados climatológicos para Vitória | Dados climatológicos para Vitória | Dados climatológicos para Vitória | Dados climatológicos para Vitória | Dados climatológicos para Vitória | Dados climatológicos para Vitória | Dados climatológicos para Vitória | Dados climatológicos para Vitória | Dados climatológicos para Vitória | Dados climatológicos para Vitória | Dados climatológicos para Vitória |
| Mês | Jan                               | Fev                               | Mar                               | Abr                               | Mai                               | Jun                               | Jul                               | Ago                               | Set                               | Out                               | Nov                               | Dez                               | Ano                               |
| --- | --------------------------------- | --------------------------------- | --------------------------------- | --------------------------------- | --------------------------------- | --------------------------------- | --------------------------------- | --------------------------------- | --------------------------------- | --------------------------------- | --------------------------------- | --------------------------------- | --------------------------------- |
| Temperatura máxima recorde (°C)                                                                                       | 39                                | 39,6                              | 37,2                              | 37,2                              | 36,9                              | 35                                | 34                                | 34,9                              | 37,6                              | 37,4                              | 38,7                              | 38                                | 39,6                              |
| Temperatura máxima média (°C)                                                                                         | 31,4                              | 32                                | 31,4                              | 30,1                              | 28,2                              | 27,4                              | 26,7                              | 26,9                              | 27,4                              | 28,3                              | 28,7                              | 30,3                              | 29,1                              |
| Temperatura média compensada (°C)                                                                                     | 27,1                              | 27,5                              | 27,1                              | 25,9                              | 24                                | 23,1                              | 22,5                              | 22,6                              | 23,4                              | 24,4                              | 25                                | 26,3                              | 24,9                              |
| Temperatura mínima média (°C)                                                                                         | 24,1                              | 24,4                              | 24                                | 22,9                              | 21,1                              | 20,1                              | 19,6                              | 19,7                              | 20,5                              | 21,5                              | 22,2                              | 23,3                              | 22                                |
| Temperatura mínima recorde (°C)                                                                                       | 17,4                              | 19                                | 18,1                              | 16,5                              | 11,6                              | 13,1                              | 13,1                              | 13,1                              | 12                                | 14,7                              | 14,2                              | 17,2                              | 11,6                              |
| Precipitação (mm) | 131,2                             | 79,4                              | 139,5                             | 122,9                             | 92,4                              | 70                                | 67,5                              | 59,9                              | 63,1                              | 123,9                             | 233,6                             | 201                               | 1 384,4                           |
| Dias com precipitação (≥ 1 mm)                                                                                        | 9                                 | 7                                 | 9                                 | 8                                 | 7                                 | 7                                 | 7                                 | 7                                 | 8                                 | 9                                 | 12                                | 11                                | 101                               |
| Umidade relativa compensada (%)                                                                                       | 77,2                              | 75,8                              | 76,9                              | 77,5                              | 76,6                              | 77,7                              | 77,1                              | 74,9                              | 76,8                              | 76,1                              | 79,2                              | 78,4                              | 77                                |
| Insolação (h) | 210,8                             | 218,9                             | 206,6                             | 184                               | 187,1                             | 184,3                             | 186,8                             | 196,6                             | 166,5                             | 165,5                             | 140,2                             | 167,6                             | 2 214,9                           |
| Fonte: INMET (normal climatológica de 1991-2020; umidade relativa: 1981-2010; recordes de temperatura: 1931-presente) |                                   |                                   |                                   |                                   |                                   |                                   |                                   |                                   |                                   |                                   |                                   |                                   |                                   |

## Demografia

### Composição racial
Segundo o censo de 2010, 158.179 vitorienses (48%) se autodeclaram como brancos, 136.704 (42%) como pardos, 29.653 (9%) como negros, 2.062 (0,62%) como amarelos e 1.203 (0,38%) como indígenas.

### Religião

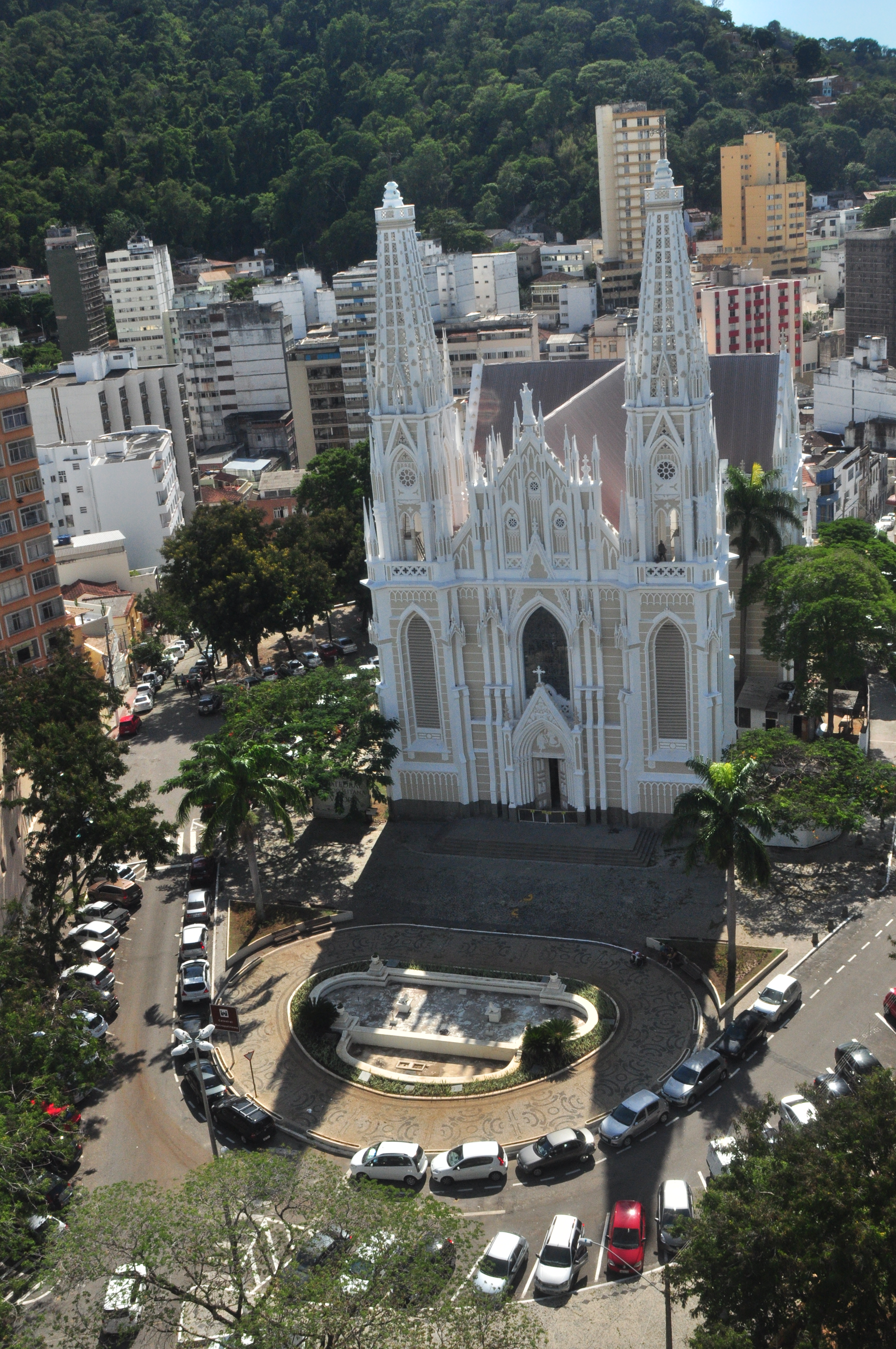
Catedral Metropolitana de Vitória.

O catolicismo é a religião mais professada em Vitória, assim como em todo o Espírito Santo, e de maior influência política e social. Nossa Senhora da Penha é considerada pelos católicos a padroeira do Espírito Santo. Entre os principais templos católicos da cidade, estão a Capela de Santa Luzia (erguida no século XVI, é a construção mais antiga do município); a Igreja de São Gonçalo (construída em 1766 pelas irmandades de Nossa Senhora do Amparo e da Boa Morte); a Igreja do Rosário (tombada pelo patrimônio histórico, foi erguida no século XVIII); a Igreja e Convento do Carmo (fundada em 1682 pelos padres carmelitas), a Basílica-Santuário de Santo Antônio (construída na década de 1960 pelos padres pavonianos) e a Catedral Metropolitana de Vitória, cuja construção foi iniciada na década de 1920.

## Governo e política

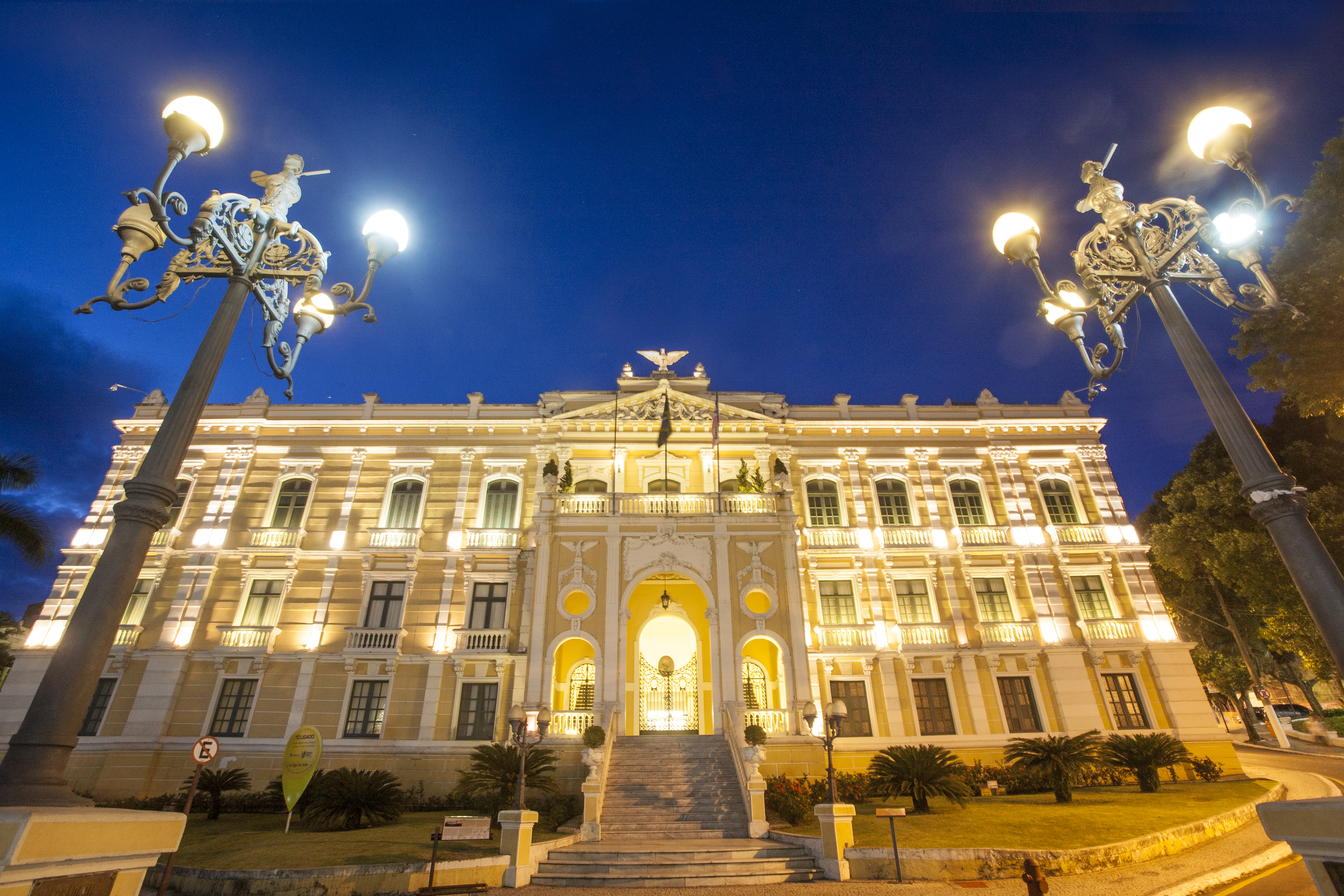
Palácio Anchieta, sede do governo e patrimônio cultural de Vitória.

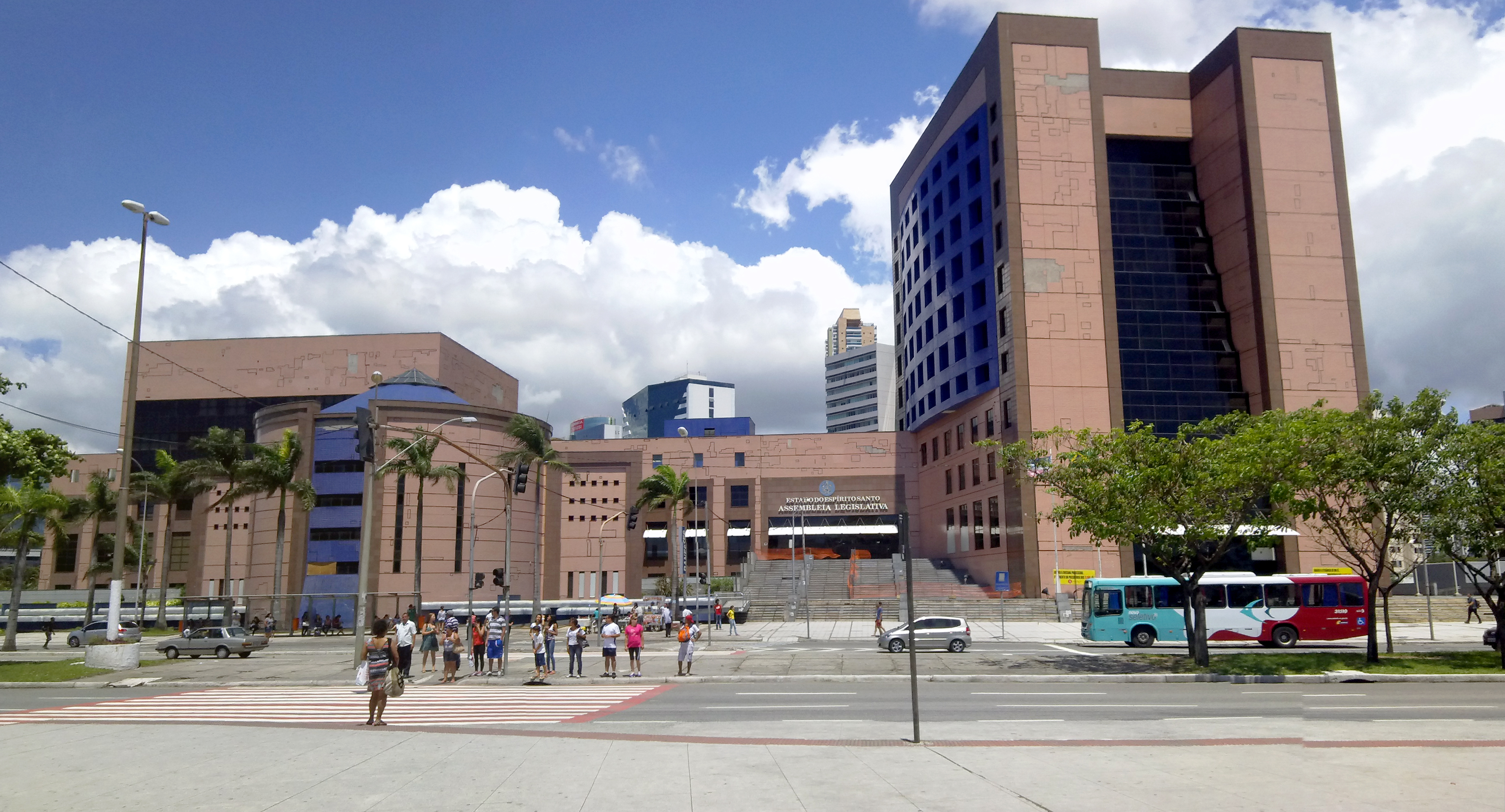
Assembleia Legislativa do Espírito Santo.

A administração municipal se dá pelo poder executivo e pelo poder legislativo. O primeiro a governar o município foi Ceciliano Abel de Almeida, que ficou no cargo de intendente entre fevereiro e setembro de 1909. Atualmente o prefeito municipal é Lorenzo Pazolini, do partido Republicanos, que foi eleito nas eleições municipais em 2020 no segundo turno com 58,50%, somando 102.466 votos.
O poder legislativo é constituído pela câmara, composta por 17 vereadores eleitos para mandatos de quatro anos (em observância ao disposto no artigo 29 da Constituição) e está composta da seguinte forma: quatro cadeiras do Partido Popular Socialista (PPS); duas cadeiras do Partido Socialista Brasileiro (PSB); duas cadeiras do Partido Democrático Trabalhista (PDT); duas do Partido Trabalhista Brasileiro (PTB); uma cadeira do Partido da Social Democracia Brasileira (PSDB); uma do Partido Social Democrático (PSD); uma do Partido Social Cristão (PSC); uma do Partido Verde (PV) e uma do Partido Progressista (PP). Cabe à casa elaborar e votar leis fundamentais à administração e ao executivo, especialmente o orçamento participativo (Lei de Diretrizes Orçamentárias).

### Cidades-irmãs
Vitória possui as seguintes cidades-irmãs:
- Cascais, Portugal[38][39]
- Oita, Japão[40]
- Havana, Cuba[41]
- Mântua, Itália[42]
- Dunquerque, França[38][43]
- Zhuhai, China[44]
- Yantai, China[45]
- Vitoria-Gasteiz, Espanha
- Miami, Estados Unidos

## Subdivisões
Vitória é subdividida em oito partes em termos, chamadas de regiões administrativas, sendo elas: I - Zona Sul (Centro); II - Santo Antônio; III - Jucutuquara; IV - Maruípe; V - Zona Leste (Praia do Canto); VI - Zona Norte (Continental); VII - Zona Oeste (São Pedro) e; VIII - Jardim Camburi.
A capital capixaba conta com 79 bairros distribuídos pela ilha e região continental. Os bairros mais nobres, como Jardim da Penha, Praia do Canto, Barro Vermelho, Enseada do Suá, Ilha do Frade, Ilha do Boi, Jardim Camburi, Bento Ferreira e Mata da Praia, estão situados ao norte e ao leste, e os mais carentes do município à oeste da Ilha de Vitória, tais como: Resistência, Nova Palestina, São Pedro, Estrelinha, entre outros.

## Economia

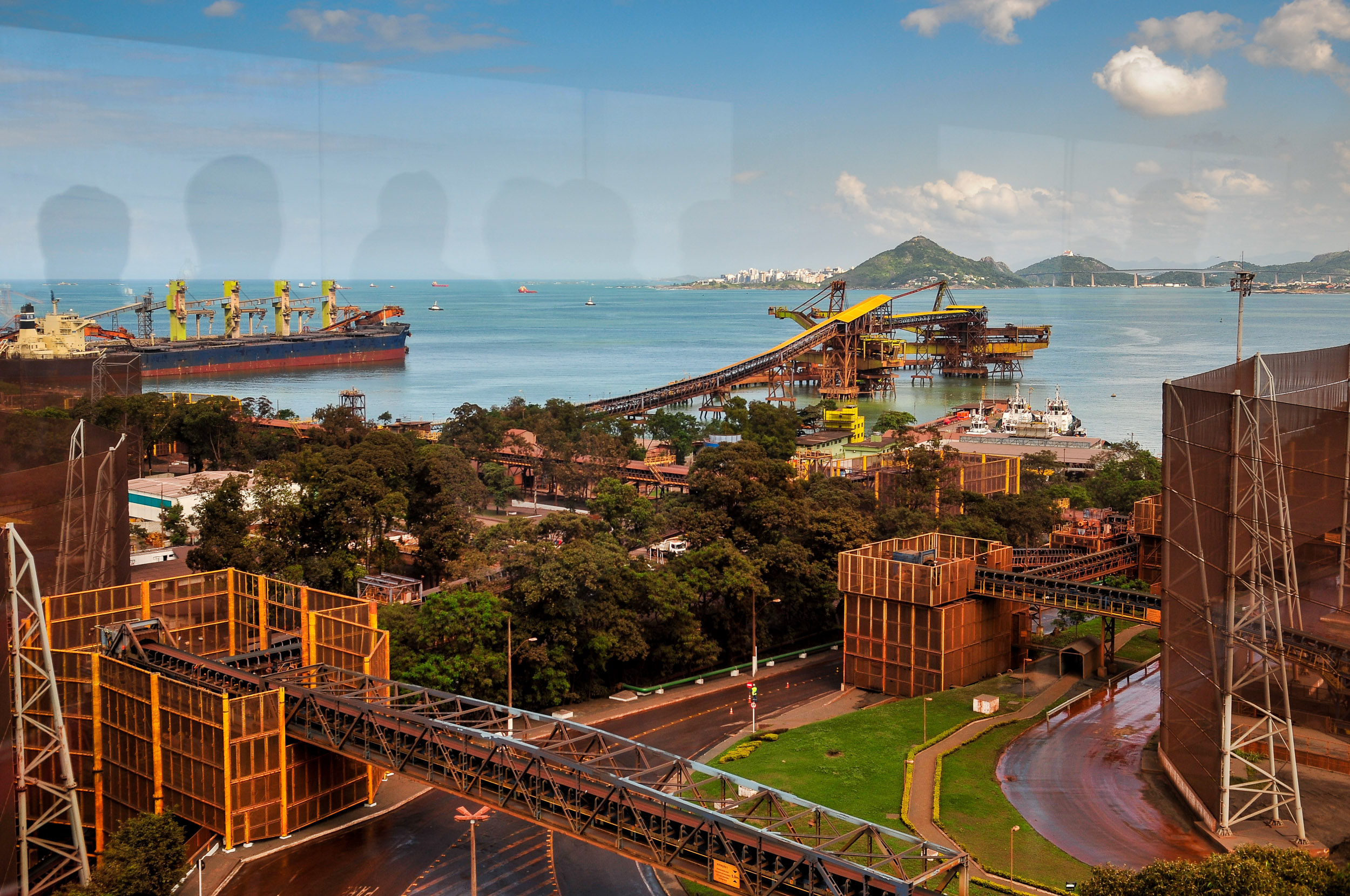
Terminal da Vale SA no Porto de Vitória.

O Produto Interno Bruto (PIB) de Vitória é o 31.º maior de todo o país. De acordo com dados do IBGE, relativos a 2014, o PIB do município era de R$ 23 370 919 mil.. O PIB per capita era de R$ 66 375,05, o maior do Brasil.
Desde 2004, a Prefeitura Municipal de Vitória dispõe da maior receita pública anual dentre todas as capitais do País, tanto pelo critério de receita por habitante como pelo critério de receita por área territorial.
Em 2017, a cidade foi considerada a 7ª melhor para investimentos financeiros no continente americano em 2015. Estudos também mostram que a capital capixaba é a 3ª melhor cidade do Brasil para abrir um negócio.

## Infraestrutura

### Transportes

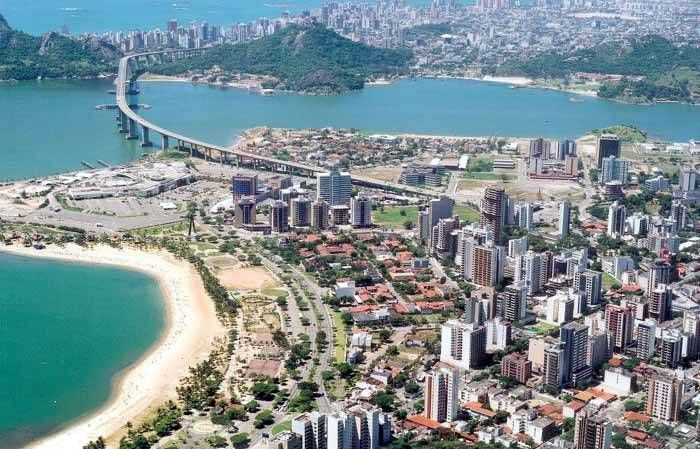
A Terceira Ponte, principal ligação entre Vitória e Vila Velha

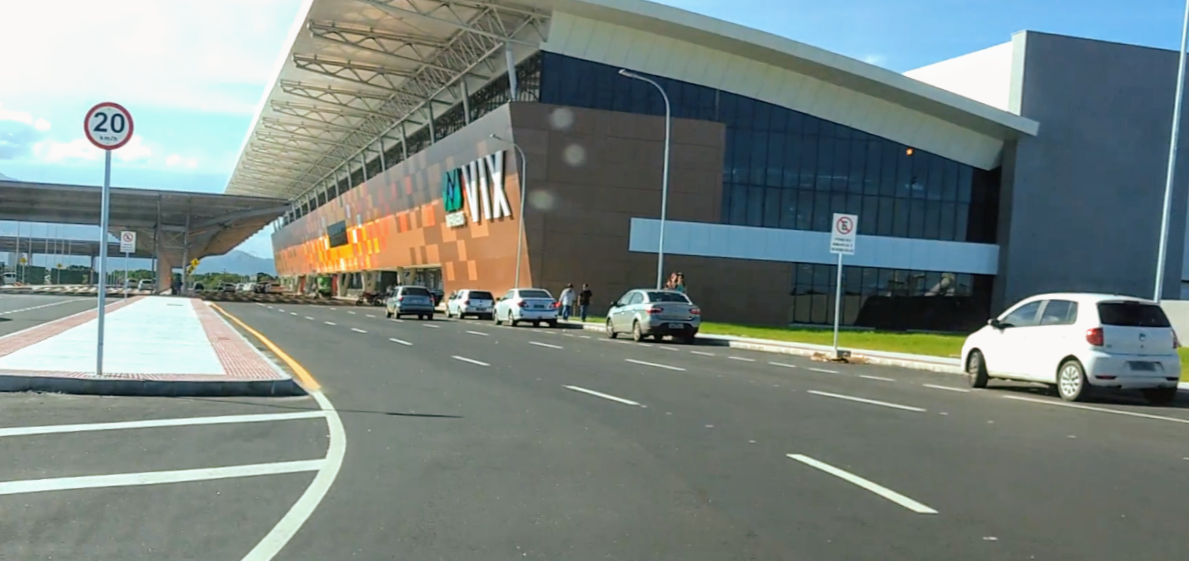
Aeroporto Eurico de Aguiar Salles (VIX)

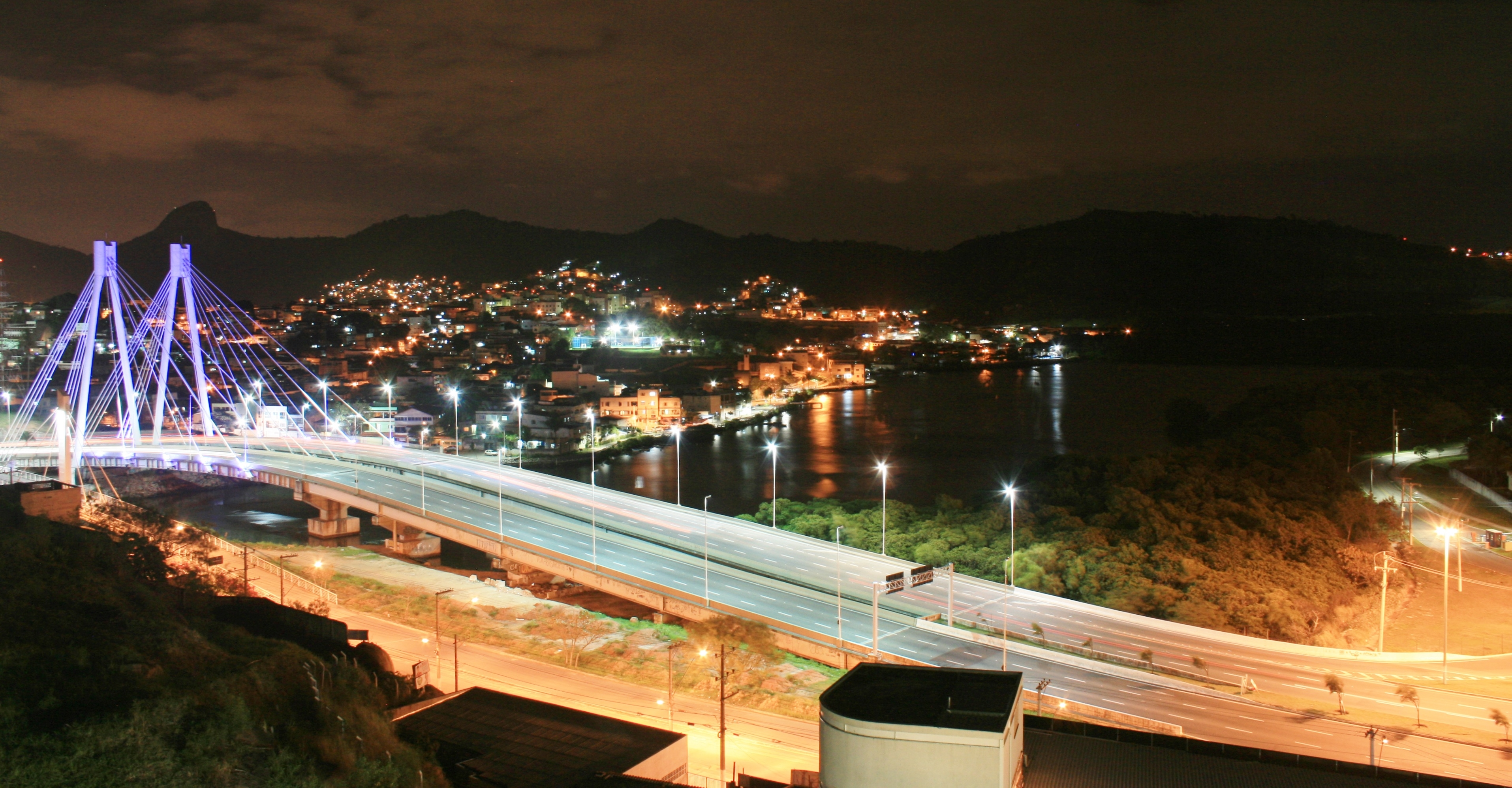
Avenida Fernando Ferrari.

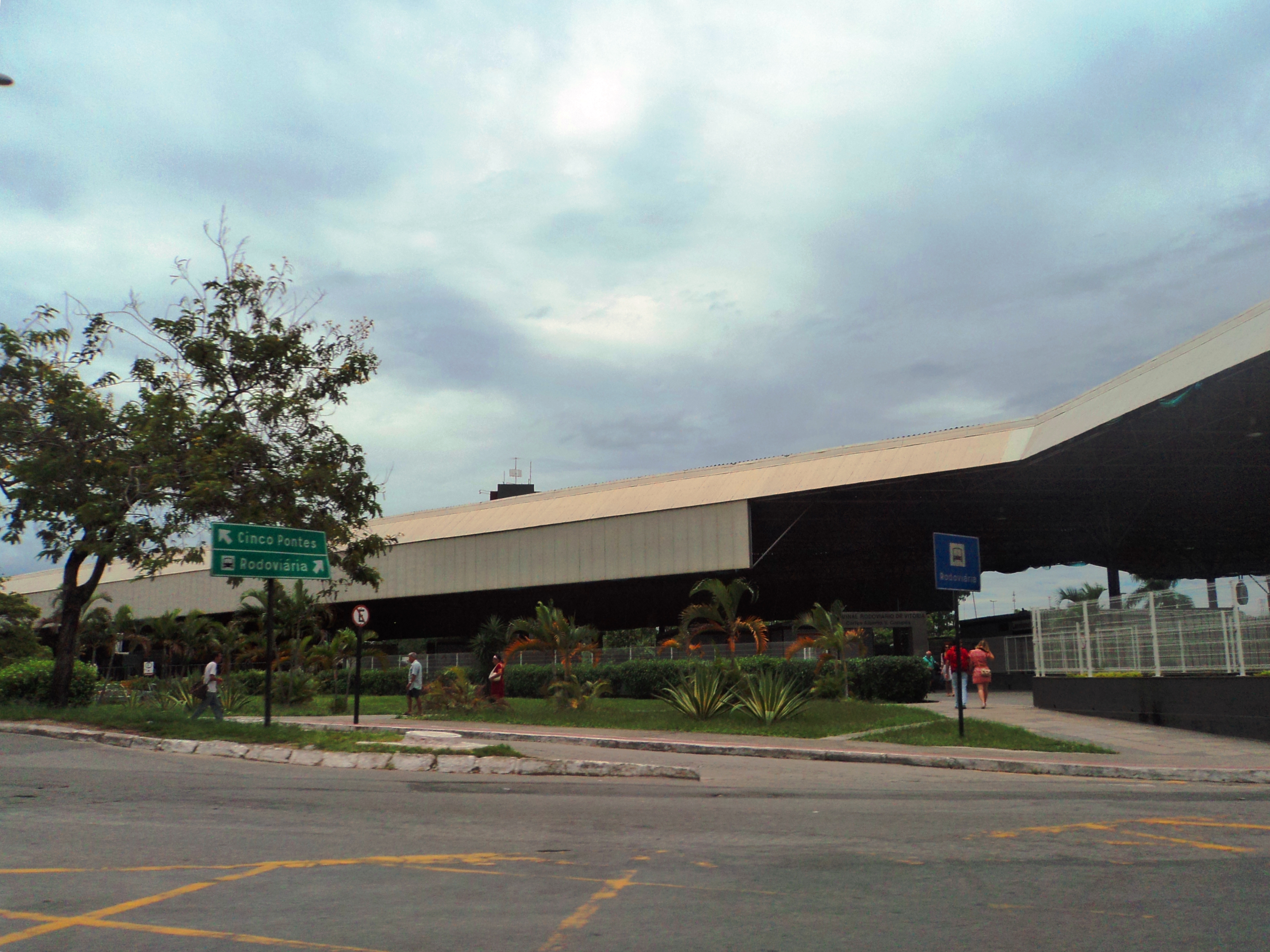
Terminal Rodoviário Carlos Alberto Vivácqua Campos.

A cidade possui dois sistemas de transporte urbano. O municipal e o Sistema Transcol, da Grande Vitória, eram separados até  2017, quando começou um processo de integração do sistema municipal ao Transcol, que foi concluído em 2021. O municipal funciona somente no município e é conhecido pelos moradores como "verdinhos", devido à cor predominante nos ônibus antes da integração ao Sistema Transcol. A frota municipal está dividida em três empresas de ônibus operando 52 linhas convencionais e duas linhas seletivos com ar condicionado. O sistema de cobrança de passagens é de bilhetagem eletrônica e em dinheiro e possui atendimento em todos os bairros da cidade. O Sistema Transcol liga a capital às outras cidades da Grande Vitória, sendo que as linhas percorrem os principais corredores, como a Avenida Vitória e Avenida Beira Mar. Alguns bairros e regiões da cidade, por ficarem fora dos eixos das avenidas principais, possuem linhas especificas, como Jardim Camburi, que é interligado ao Terminal de Carapina e ao de Laranjeiras, no município da Serra, através da linha 800; e a Grande São Pedro e a Grande Santo Antônio, que são atendidas pelas linhas 518 e 535, interligando-as aos terminais Ibes, em Vila Velha, Jardim América e Campo Grande, em Cariacica, e Carapina (Serra). O sistema possui terminais em três das sete cidades da Região Metropolitana. A Capital, porém, não conta mais com terminais do sistema Transcol desde a extinção do Terminal Dom Bosco, em 2009.
O Aeroporto Eurico de Aguiar Salles localiza-se na parte continental da cidade e é o principal aeroporto do Espírito Santo. Opera voos nacionais e internacionais (para passageiros, apenas voos nacionais) e tem capacidade para receber aviões de médio e grande porte. Costumam operar no aeroporto jatos executivos e helicópteros. Conta com voos diretos para os aeroportos de Congonhas (São Paulo), Guarulhos (São Paulo), Santos Dumont (Rio de Janeiro), Galeão, Confins (Belo Horizonte), Brasília, Salvador, Campinas, Recife, Fortaleza e Goiânia.
A cidade possui dois portos: o Porto de Vitória e o de Tubarão. O Porto de Vitória é situado no Centro da capital e atinge uma profundidade de aproximadamente 12,50 metros. É composto de cerca de 13 berços de atracação voltados para a movimentação de cargas diversas. Como está situado no centro da cidade, o acesso por meio terrestre também é complicado, com restrições de horários devido ao trânsito, o que explica a baixa movimentação de cargas. Atualmente é mais utilizado para reparos em navios/plataformas de petróleo, recebimento de cruzeiros marítimos e shows de médio porte. Já o Porto de Tubarão foi projetado na década de 1960, pela Companhia Vale do Rio Doce, quando o cais de Minério de Paul dava os primeiros sinais de saturação. Inaugurado em 1966, no Governo Castelo Branco, o Porto de Tubarão teve sua capacidade de embarque ampliada aos poucos até atingir 80 milhões de toneladas/ano, na última década. É especializado na exportação de minério de ferro, mas nos últimos anos implantou silos para armazenagem de grãos e farelo de soja. Fica localizado no final da orla da Praia de Camburi. O Porto de Tubarão é considerado desde sua inauguração como o melhor porto do Brasil e um dos maiores em atividades do país.

### Educação e saúde

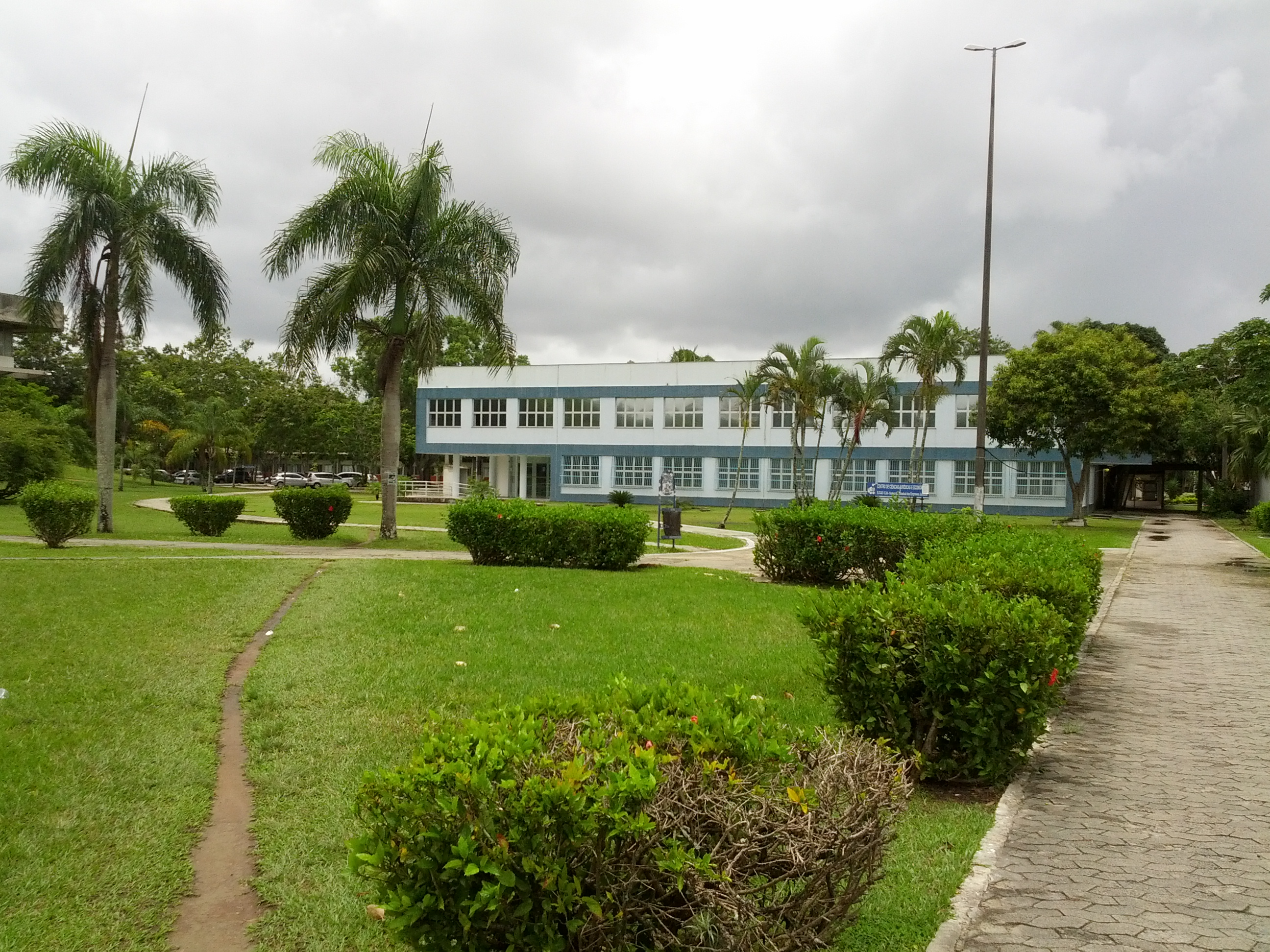
Prédio da Pós Graduação em Física (PPGFIS) da Universidade Federal do Espírito Santo (UFES).

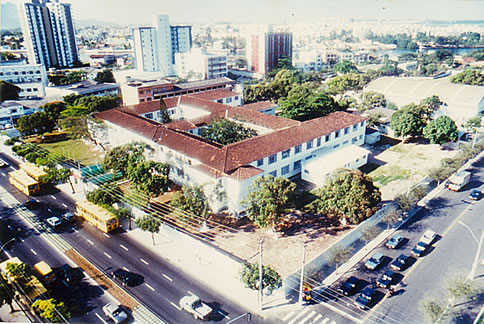
Escola Superior de Ciências da Santa Casa de Misericórdia de Vitória.

No ensino médio, Vitória possui uma escola entre as melhores instituições do Brasil. No ENEM 2007 o IFES - Instituto Federal de Educação, Ciência e Tecnologia do Espírito Santo ficou em 13º lugar entre as escolas públicas.
De acordo com o IDSUS (Índice de Desempenho do Sistema Único de Saúde) utilizado pelo Ministério da Saúde para avaliar a qualidade e o acesso ao sistema público de saúde em todos os municípios brasileiros, Vitória foi considerada a capital com melhor saúde pública do país. A cidade de Vitória obteve nota 7,08 de um total de 10 pontos possíveis, desempenho bem acima da média nacional que foi de 5,47, de acordo com o estudo realizado pelo Ministério da Saúde (MS). Vitória possui 30 unidades básicas, 2 Pronto Atendimento 24 horas e 1 centro de especialidades, além de centros de referências e polos de academia espalhados por toda a cidade, a lista pode ser conferida no site da cidade. Para melhorar o atendimento à população, a prefeitura de Vitória informatizou todos os equipamentos de saúde do município, agilizando o acesso à informação, a organização e o controle por parte das unidades de saúde. Além disso, Vitória é a primeira cidade do país a tornar lei a obrigatoriedade do uso do prontuário eletrônico do paciente (PEP) juntamente com o uso de assinatura digital no padrão ICP-Brasil, Lei 8.601 de 2013. O sistema informatizado denominado "Rede Bem Estar", também permitiu agilizar procedimentos administrativos, gerenciais, de atendimento e acesso à informação de pacientes. Além disso, o sistema armazena o prontuário eletrônico com os dados do atendimento prestado ao paciente em todo o município, aumentando a segurança tanto para pacientes e profissionais, como é o caso do atestado médico que é emitido utilizando QR Code, o que permite que o documento seja validado (verificado sua autenticidade) sempre que desejado através da internet.
Em levantamento realizado pela consultoria Urban Systems, em parceria com a revista Exame, que mapeou mais de 700 cidades com o objetivo de definir as que têm maior potencial de desenvolvimento do Brasil a capital capixaba ocupa a primeira posição no segmento de saúde. Com a nota 4,4, Vitória ficou no topo do ranking de saúde das cidades inteligentes. O sistema Rede Bem Estar contribuiu para alcançar o resultado. Implantado em toda a rede municipal de saúde, o sistema interliga os equipamentos (unidades de saúde, prontos-atendimentos, farmácias, laboratórios, consultórios odontológicos, centros de referência, de especialidades e prestadores de serviço) em um único sistema. O sistema permitiu aumentar a quantidade de atendimentos na rede pública municipal e também oferece aos paciente a oportunidade de avaliar os serviços através de torpedo (SMS). A avaliação de atendimento por SMS, permite ao usuário avaliar quantitativamente e qualitativamente todos os atendimentos de saúde e, a partir dessas notas, a Secretaria Municipal de Saúde (Semus) identifica possíveis problemas e adota medidas de correção para a melhoria da gestão dos serviços.
A saúde pública conta com a Associação Beneficente Pró-Matre de Vitória, que é um hospital especializado em maternidade. É uma entidade filantrópica sem fins lucrativos. Fundada em 1938, na época com endereço à Rua Dom Fernando, na Cidade Alta, centro da cidade. Tem por finalidade atender mães carentes, sendo mantida por doações. Atualmente funciona na Avenida Vitória, bairro Forte de São João, ao lado do Colégio Salesiano. Durante a década de 1980 a maternidade, que à época já era cinquentenária e fazia cerca de 20 partos diários, já enfrentava problemas de infra-estrutura e ameaça de fechamentos, mesmo sendo uma das principais unidades de atendimento à população mais pobre da cidade. Em abril de 2019 sofreu com fortes chuvas e ficando alagada, embora não tenha sido necessária a transferência de pacientes.

## Cultura

### Teatros

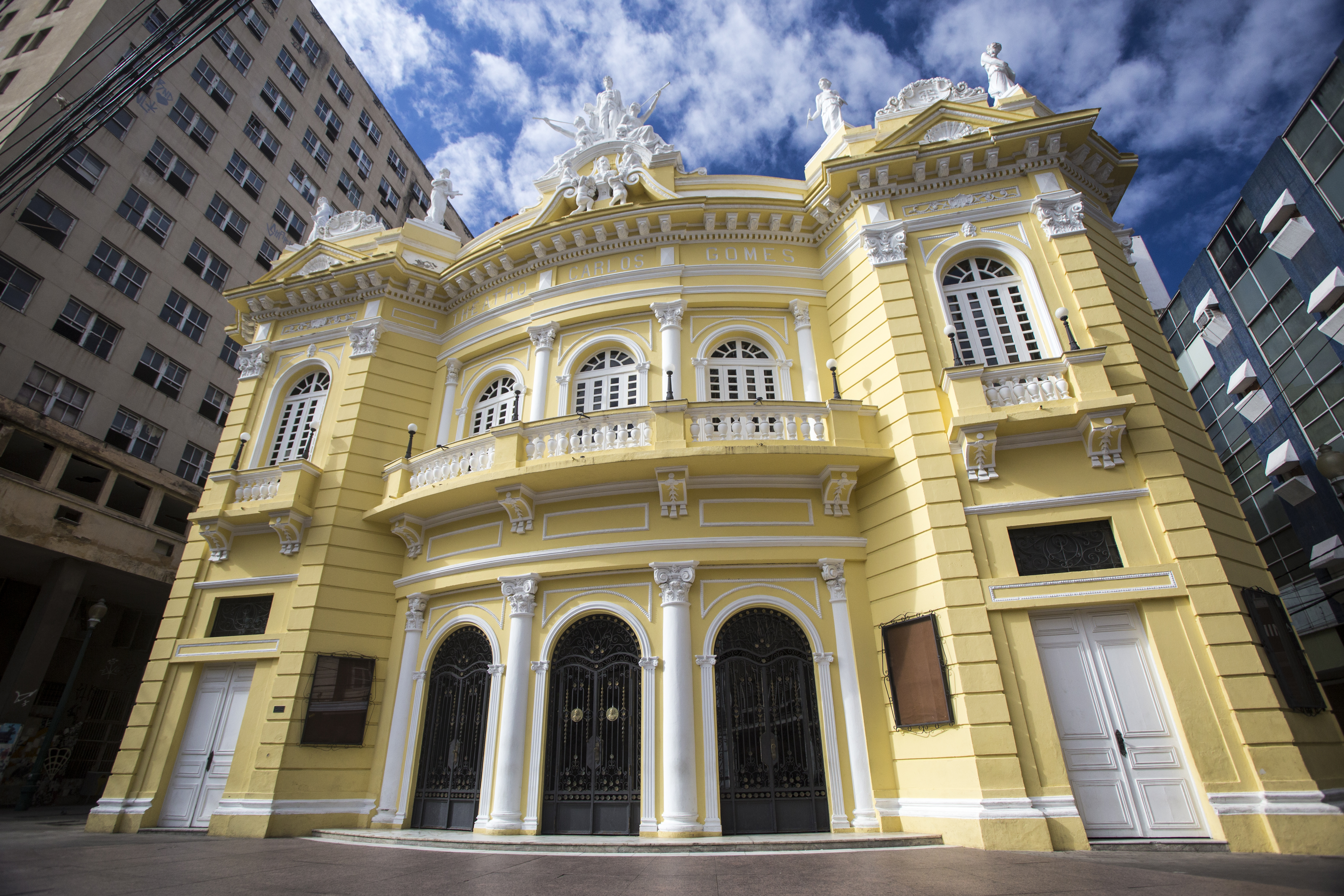
Theatro Carlos Gomes.

Entre os principais teatros da cidade, está o Theatro Carlos Gomes, construído em 1927, com arquitetura foi inspirada no Teatro Scala, de Milão, Itália, e projetada pelo arquiteto italiano André Carloni, enquanto a cúpula foi feita pelo artista plástico capixaba Homero Massena e no estilo neo-renascentista italiano. O Teatro Universitário é mantido pela Universidade Federal do Espírito Santo, fica no campus da universidade, no bairro Goiabeiras. O Teatro Sesi, inaugurado em julho de 2000, denominado "Espaço Cultural Rui Lima do Nascimento", é palco tanto de espetáculos locais quanto de nacionais e é um dos principais espaços de arte teatral do Espírito Santo.

### Carnaval
O Carnaval de Vitória é um evento cultural que tem como seu ponto alto os desfiles das 19 escolas de samba da Grande Vitória (7 do especial e 12 do acesso), sendo algumas delas do próprio município e outras de municípios vizinhos, como Serra e Vila Velha. Os desfiles são realizados uma semana antes do carnaval carioca, na passarela do samba popularmente conhecida como Sambão do Povo. A atual campeã é a Mocidade Unida da Glória, do município de Vila Velha. Há também o carnaval de rua, com desfiles de bandas e blocos.

### Museus

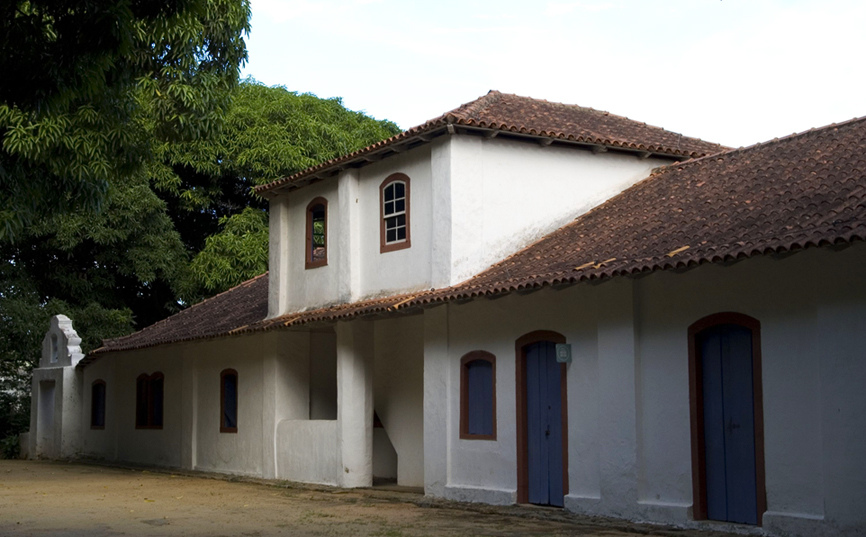
Museu Solar Monjardim

A cidade conta com museus instalados em diversas regiões. Entre eles estão o Museu do Pescador, voltado principalmente para a relação dos moradores com o mar e o manguezal; o Museu Capixaba do Negro, um centro estadual de referência à cultura negra; e a Casa Porto das Artes Plásticas, que promove exposições de artistas locais e nacionais.
O Museu Solar Monjardim é o único museu federal do estado e possui em seu acervo os mais diversos tipos de objetos como peças de arte sacra, mobiliário, documentos, fotografias, cristais e porcelanas. O Solar Monjardim está atualmente estruturado como um museu-casa, revelando aspectos da vida cotidiana de uma família abastada do século XIX em um casarão que constituía a antiga sede da fazenda Jucutuquara, cuja construção teve início na década de 1780. Este foi o primeiro edifício tombado em nível nacional no Espírito Santo, em 1940.
O Museu de Arte do Espírito Santo foi construído nos anos de 1924 e 1925, sendo o primeiro de uma série de prédios públicos construídos por Florentino Avidos. Ele tem um estilo arquitetônico eclético e é tombado pelo Conselho Estadual de Cultura desde 1983. O prédio abrigou serviços públicos e, em 1998, foi inaugurado como o "Museu de Arte do Espírito Santo Dionísio Del Santo". Possui área com cinco salas e hall, além de auditório para 40 pessoas, biblioteca e um vasto acervo. A instituição também oferece exposições de arte e ações educativas como palestras, oficinas, cursos e seminários.

### Esportes

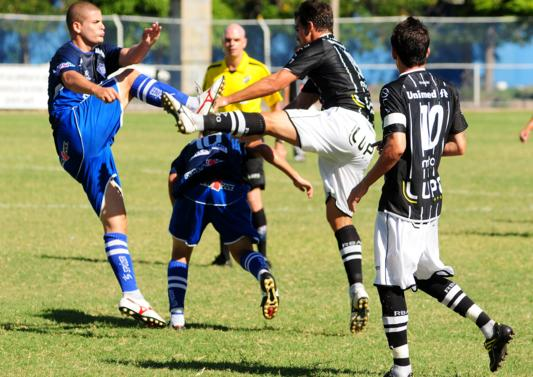
Clássico Vi-Rio disputado em 2011.

Existem atualmente quatro times profissionais na cidade. Os dois principais clubes são o Vitória Futebol Clube e o Rio Branco Atlético Clube. Juntos contabilizam 46 títulos estaduais e protagonizam o maior e mais antigo clássico do Estado, o Vi-Rio. Os outros dois clubes são: Espírito Santo Futebol Clube e o Doze Futebol Clube. Como o Espírito Santo é um dos estados pioneiros do futebol de areia no Brasil, Vitória já sediou 3 competições do Campeonato Brasileiro de Futebol de Areia (outras 4 edições também foram realizadas no estado). O jogador natural de Vitória, Buru foi eleito pela FIFA o melhor jogador de futebol de areia do mundo.